# Kraftwerk Bonanza
Das Kraftwerk Bonanza ist ein Kohlekraftwerk südöstlich von Vernal im US-Bundesstaat Utah.
Es besteht aus einem einzelnen Block mit 500 MW, der 1980–1986 von der Deseret Power Electric Cooperative, einer Gemeinschaft aus mehreren Stadtwerken, errichtet wurde. Das Kraftwerk ist mit einem Foster-Wheeler-Dampfkessel ausgestattet.
Die Kohle stammt aus der Deserado Mine in Nordwest-Colorado. Sie wird im Tiefbau abgebaut und über die Deseret Power Railroad zum Kraftwerk transportiert.

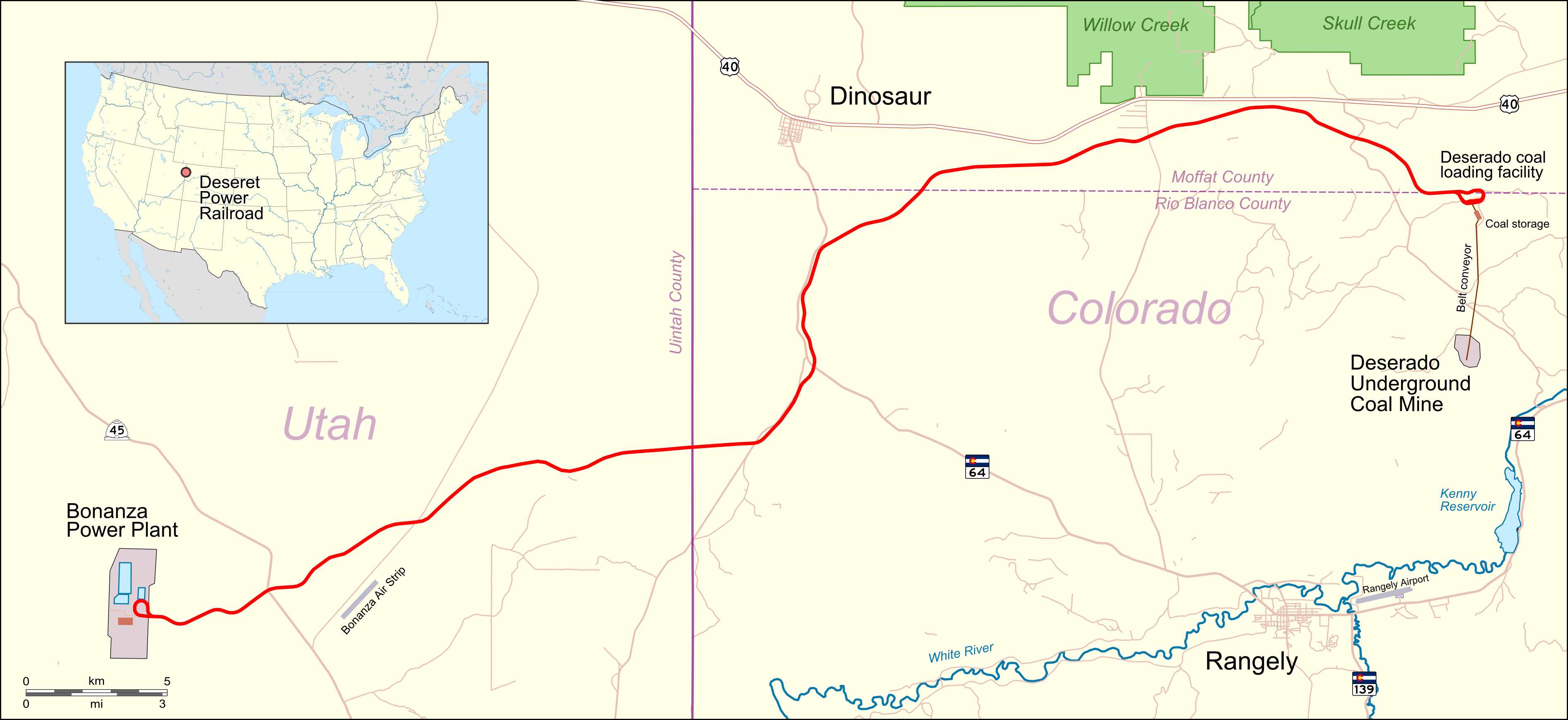
Die Deseret Power Railroad